# Орден Карла Маркса
Орден Карла Маркса (нім. Karl-Marx-Orden) — вищий орден Німецької Демократичної Республіки.

## Історія
Орден заснований 5 травня 1953, в 135-ту річницю з дня народження Карла Маркса.
Орден вручався за видатні заслуги в робочому русі, у розвитку науки і культури, в області народного господарства і побудови єдиної, незалежної, миролюбної Німеччини.
Крім ордена, кавалеру присуджувалася премія в розмірі 20 000 марок НДР.
Носиться на лівій стороні грудей.

## Опис знака
Знак ордена виготовлявся із золота 333 проби і являв собою покриту червоною емаллю п'ятипроменеву зірку, між променями якій розміщені пучки дубового листя. У центрі зірки у круглому медальйоні рельєфний профіль Карла Маркса.
Знак ордена за допомогою з'єднувального кільця прикріплений до металевої п'ятикутною колодкою, обтягнутою червоною муаровою стрічкою.
Для повсякденного носіння малася планка ордена, покрита червоною муаровою стрічкою з металевим мініатюрним дубовим листом.